# Museu Real das Armaduras
O Museu Real das Armaduras (em inglês:  Royal Armouries Museum) em Leeds, West Yorkshire, na Inglaterra, é um museu nacional que abriga a Coleção Nacional de Armas e Armaduras. Faz parte da família de museus dos Royal Armouries, com outros locais na casa tradicional dos Royal Armouries na Torre de Londres e na Coleção Nacional de Artilharia em Fort Nelson, em Hampshire. O Royal Armouries é um órgão público não-departamental patrocinado pelo Departamento de Cultura, Mídia e Esporte.
O Museu Real das Armaduras é um museu de £ 42,5 milhões em museu construído especialmente para esse fim, localizado em Leeds Dock e inaugurado em 1996. Sua coleção estava anteriormente em exposição ou armazenada na Torre de Londres, onde o Royal Armouries ainda mantém presença e exibe na Torre Branca. Como em todos os museus nacionais do Reino Unido, a entrada é gratuita, embora certas atrações extras sejam cobradas.

## Construção
O museu foi um dos primeiros projetos realizados sob a iniciativa de financiamento privado do Reino Unido: um órgão público não-departamental, o Royal Armouries, contratou uma empresa do setor privado, a Royal Armouries International (RAI), que foi financiada por um empréstimo bancário de longo prazo do Banco da Escócia e apoio financeiro do governo do Reino Unido, da Leeds Development Corporation e do Conselho Municipal de Leeds, juntamente com investimentos de capital da 3i, Gardner Merchant, Electra e Yorkshire Electricity. A RAI encomendou um novo edifício para acomodar o museu: foi projetado por Derek Walker e Buro Happold, e construído por Alfred McAlpine a um custo de £ 42,5 milhões e foi inaugurado oficialmente pela Rainha Elizabeth II em março de 1996.

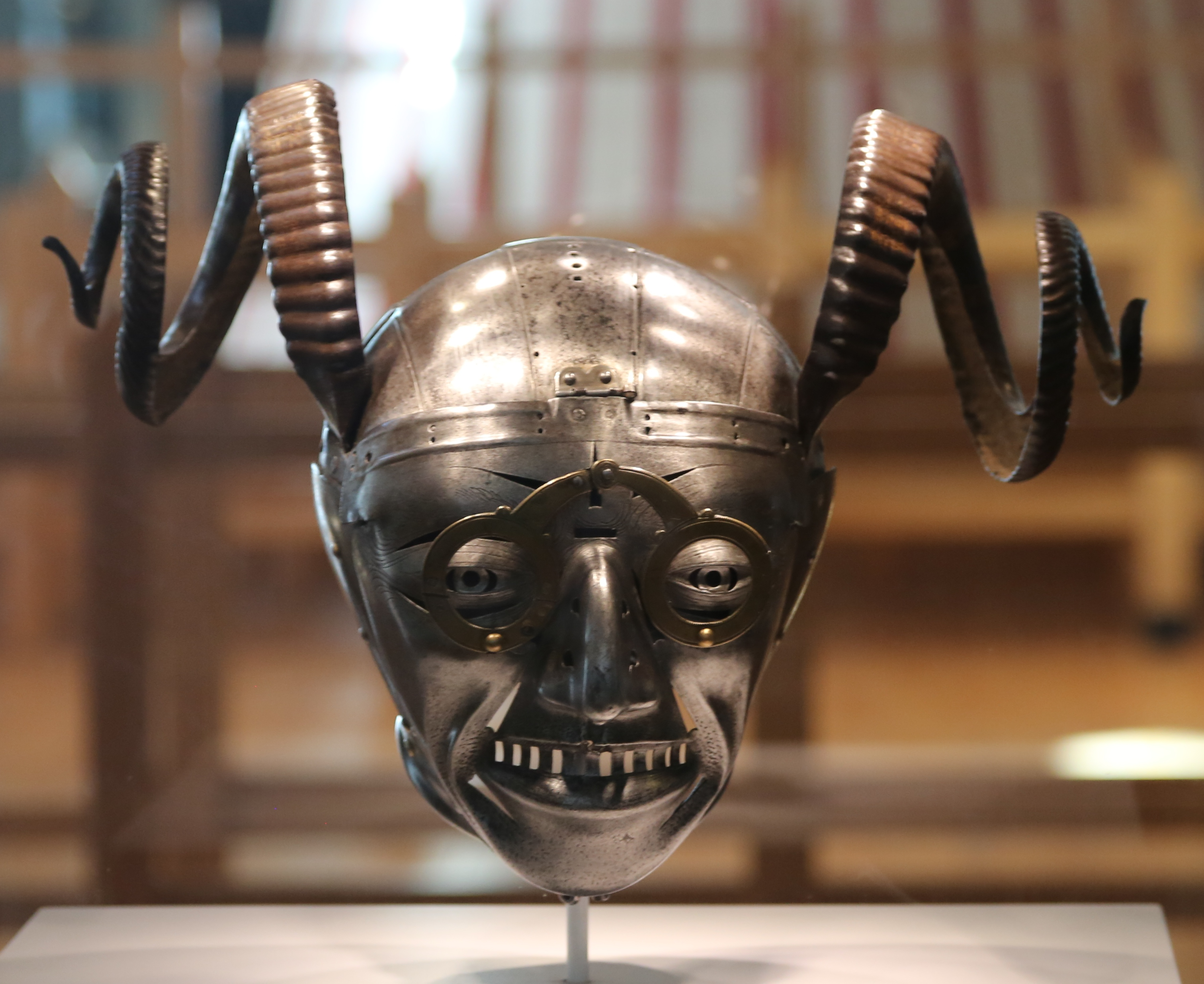
O capacete com chifres que serviu de base para o logotipo original do museu.
Antigo logotipo do Royal Armouries Museum, desenhado por Minale Tattersfield.[7]
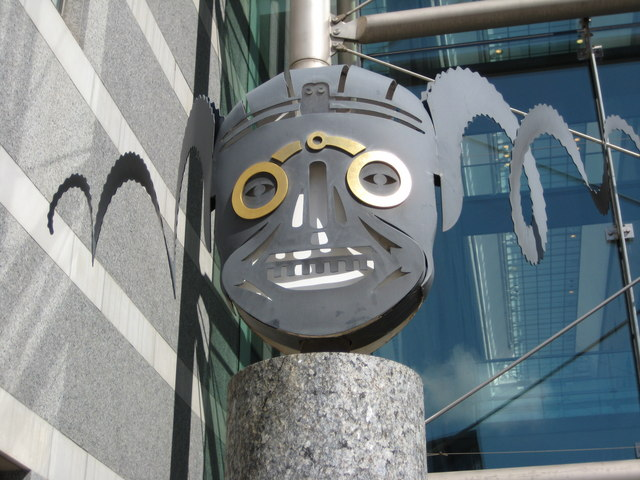
Escultura da máscara do lado de fora do museu.

## Localização
Situado perto do centro da cidade de Leeds, na margem sul do rio Aire, o museu é um dos pontos focais da orla regenerada de Leeds. Está localizado na Armouries Square, na Doca de Leeds. O acesso rodoviário é feito pela Armouries Drive e pela Chadwick Street.

## Características

### Edifício principal
O próprio Museu foi projetado de dentro para fora. A altura do teto do novo edifício foi projetada para acomodar as armas de haste mais longas das coleções, exibidas verticalmente, e estão a 6,5 metros do solo em seu ponto mais alto.
Além das cinco galerias originais que abrigam 5.000 objetos em exposições permanentes e da Galeria da Paz (em inglês:  Peace Gallery), o museu também inclui o Salão do Aço (em inglês:  Hall of Steel), uma escadaria gigante cujas paredes são decoradas com exibições de troféus compostas por 2.500 objetos que lembram as exibições históricas de troféus erguidas pela Torre das Armaduras (em inglês:  Tower Armouries) do século XVII. A entrada principal do museu é acessada pela Praça das Armaduras (em inglês:  Armouries Square).

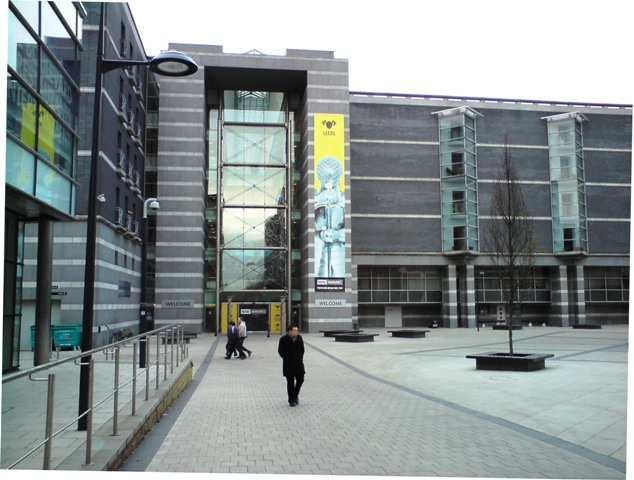
Entrada principal na Praça das Armaduras, na Doca Clarence.
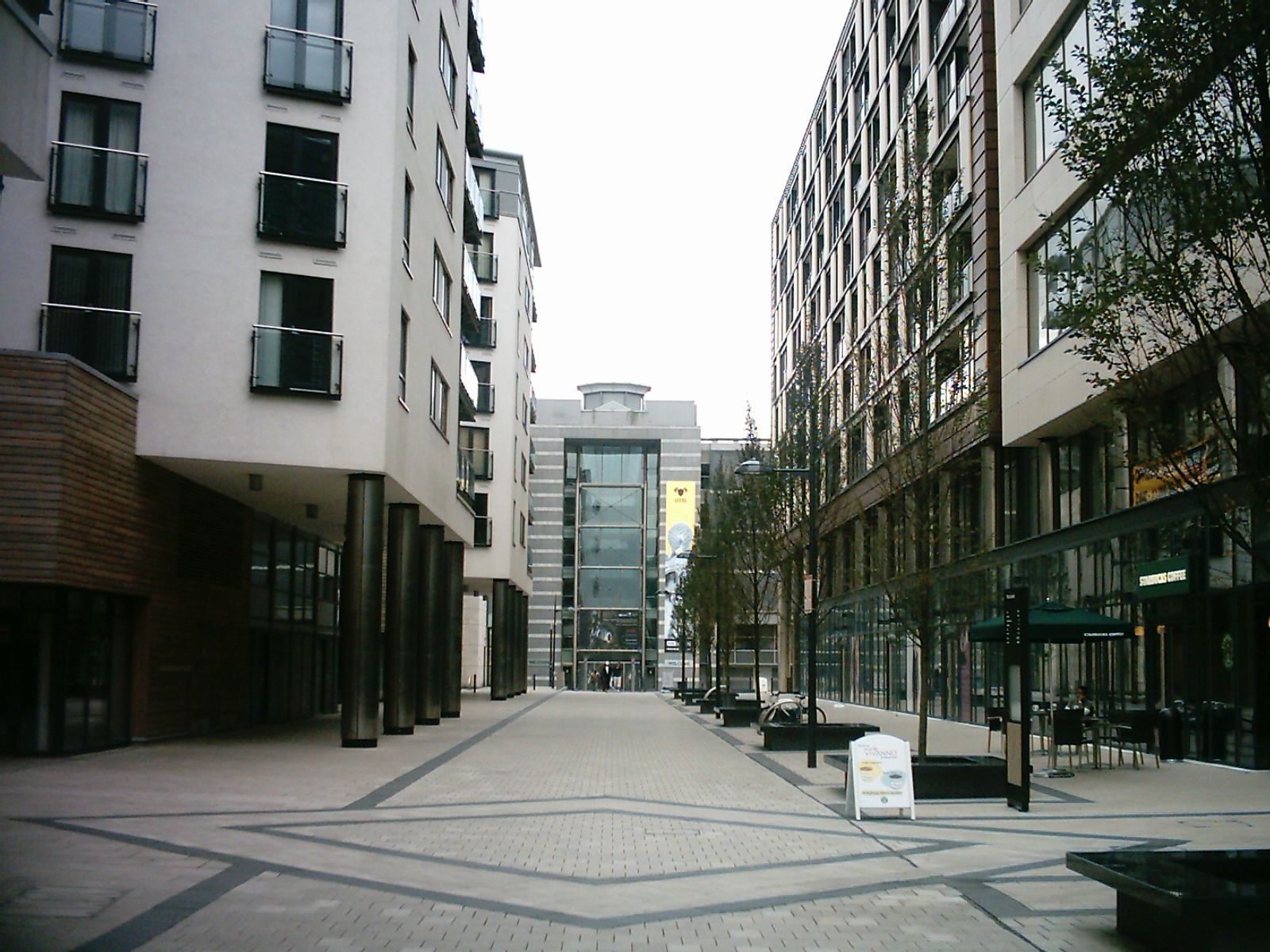
O Boulevard em Clarence Dock, com vista para o Royal Armouries Museum.
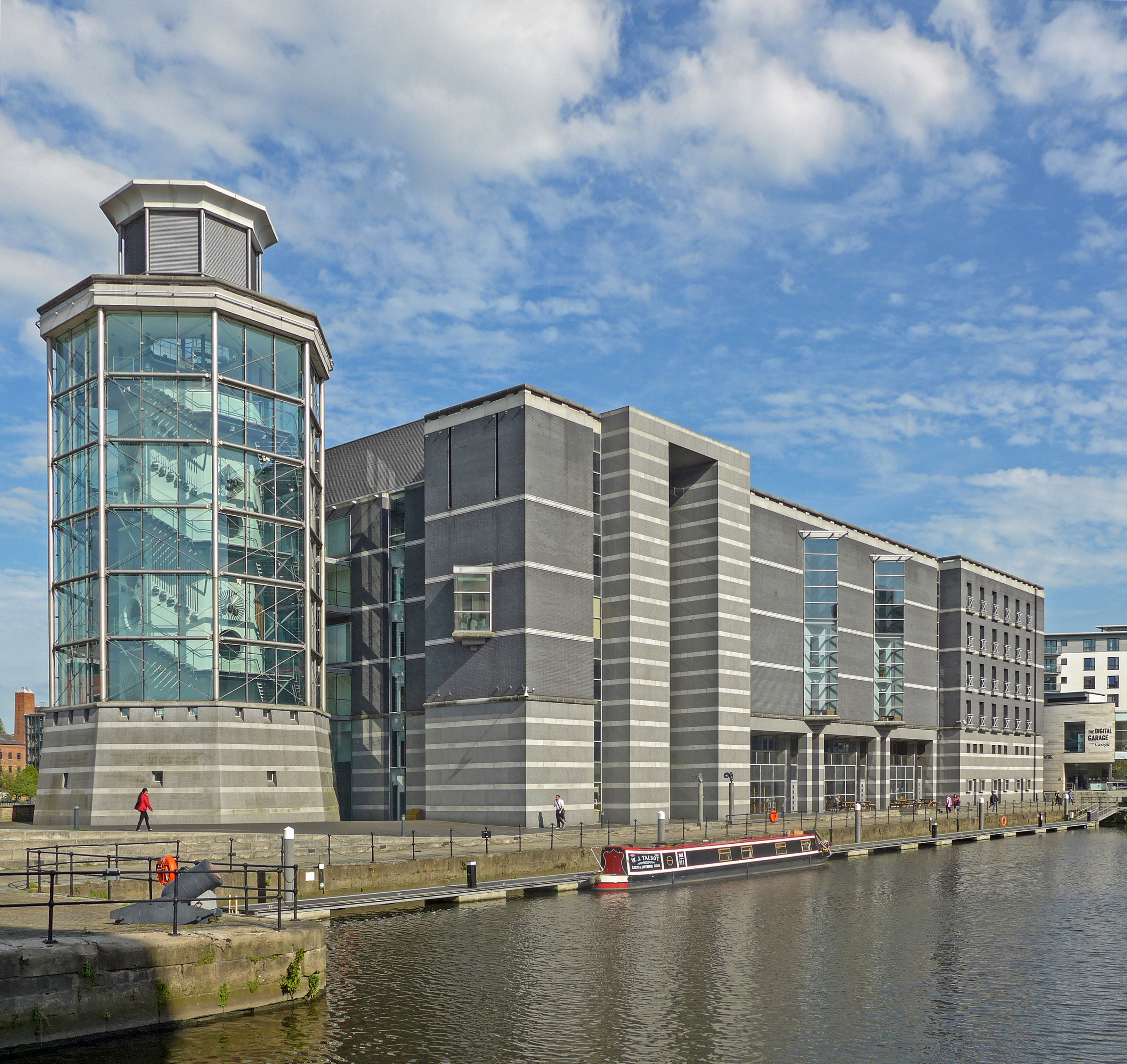
A extremidade norte do museu apresenta o Salão do Aço.

#### Guerra
Com exibições dedicadas a:
- Guerra antiga e medieval
- Séculos XVII e XVIII
- Séculos XIX e XX

#### Paz – adeus às armas?
Esta galeria pode ser encontrada dentro da Galeria da Guerra (em inglês:  War Gallery) e analisa o potencial de um futuro livre de armas, analisando o desarmamento e conceitos como a détente. Esta galeria é uma parceria com o Museu da Paz na vizinha Bradford.

#### África e Ásia
Uma galeria com exposições dedicadas a:
- Sul e Sudeste Asiático
- China e Japão
- Ásia Central, Islã e Índia

#### Torneio
Uma grande galeria em dois andares exibindo uma variedade de armas e armaduras dos dias de glória das justas.

#### Autodefesa
Esta galeria possui uma série de exibições diferentes dedicadas a:
- Armas e armaduras como arte
- O civil armado
- Make: Believe – uma exposição que celebra o impacto das armas e armaduras na cultura popular e o impacto da cultura popular no design e desenvolvimento de armas e armaduras. O nome é um jogo de palavras com "make" (fazer) e "believe" (acreditar), e "make belive" que significa "faz de conta".[16][17]

#### Pátio de inclinação
Correndo ao longo do rio Aire por 150 metros, com assentos no lado da terra, é a Arena das Justas: embora o museu não tenha mais seus próprios cavalos, duas importantes competições de justas ainda são realizadas a cada ano com competidores de todo o mundo. A Páscoa é o auge do calendário de justas, quando a arena sedia uma competição internacional de quatro dias entre até quatro equipes de justas. As quatro equipes competem entre si da Sexta-feira Santa até o Domingo de Páscoa, com a final do torneio na Segunda-feira de Páscoa. O verão vê a temporada de justas terminar com o último torneio do ano, uma justa individual com justos de todo o mundo competindo pelo Troféu do Jubileu de Ouro da Rainha.

## Exposições

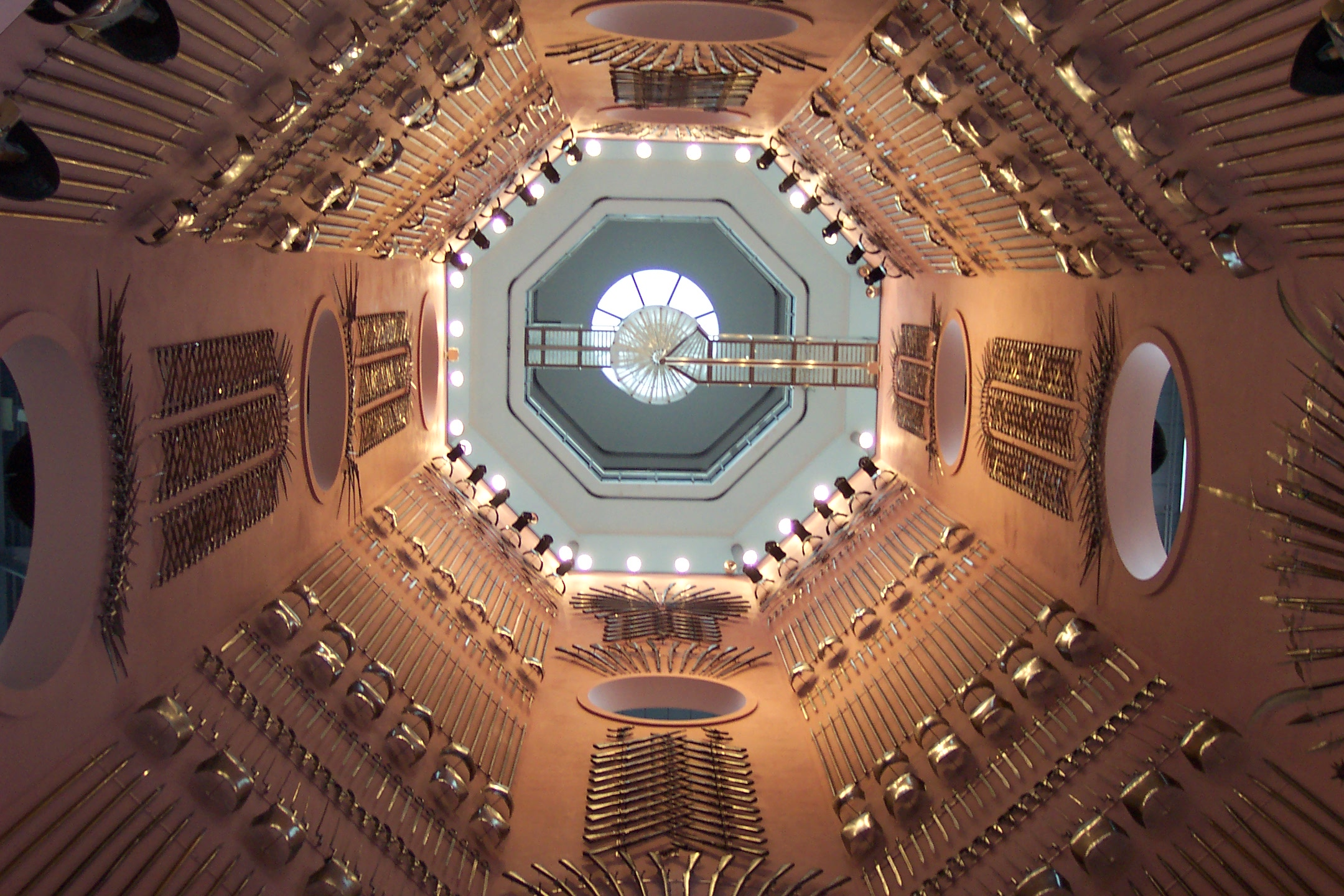
Olhando para cima na escadaria principal no Salão do Aço
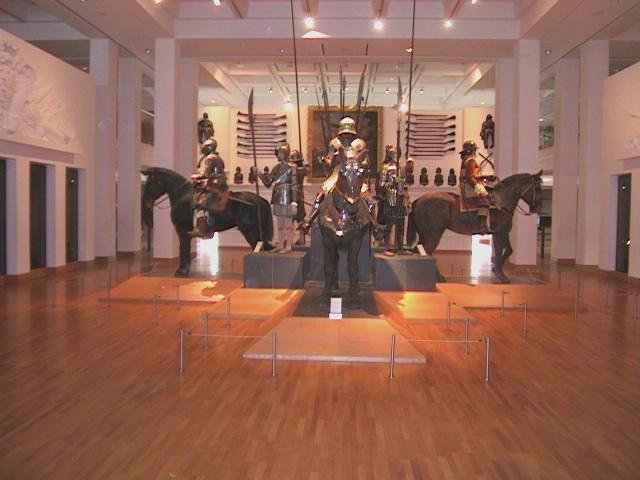
A Galeria da Guerra em Leeds.

## Cortes de financiamento
Em março de 2011, na sequência de uma redução de 15% no financiamento do Royal Armouries, dezassete membros da equipe, "incluindo todos os cavaleiros especialistas do museu, actores profissionais e equipe do estábulo" perderam os seus empregos.

## Na cultura popular
O museu é mencionado na canção Team Mate do Kaiser Chiefs, do álbum de estreia da banda, Employment.
The Nightmare Stacks, de Charles Stross, se passa principalmente em Leeds e arredores e o título do romance é uma alusão ao acervo do museu. A série do YouTube, "Firearms Expert Reacts" do GameSpot foi filmada no terreno do museu e apresenta o Guardião das Armas de Fogo e Artilharia do Royal Armouries, Jonathan Ferguson, analisando o design e o uso de armas de fogo em vídeo games populares.